# Mendig
Mendig är en stad i Tyskland, belägen i Landkreis Mayen-Koblenz i förbundslandet Rheinland-Pfalz, omkring 25 kilometer väster om Koblenz.  Staden har cirka 9 100 invånare och är säte för kommunalförbundet Verbandsgemeinde Mendig, där även de mindre orterna Bell, Rieden, Thür och Volkesfeld ingår.

## Geografi och geologi
Staden ligger östra delen av den vulkaniska högplatån Eifel, 5 kilometer från kratersjön Laacher See, och terrängen präglas av vulkanbergen i området, med unga vulkaniska bergarter.  Det senaste vulkanutbrottet vid Laacher See för omkring 13 000 år sedan ledde till kraftiga förändringar i landskapet med lokalt upp till 30 meter djupa skikt av pimpsten, lössjord och basalt.  Staden har växt upp omkring två byar, Niedermendig och Obermendig, som idag är stadsdelar i staden.

## Historia
Mendigtrakten har historiskt ända sedan romartiden varit ett centrum för brytning av basalt, bland annat som byggnadssten, kvarnstenar och för utsmyckning. Orten omnämns första gången i skrift år 1041 som Menedich. Många hus i staden och den omgivande trakten är byggda i den mörkgrå basaltstenen.  Gruvorna som bildats genom basaltbrytningen har också använts som lagerplats för stadens bryggerier, varav ett av de på 1800-talet sammanlagt 28 bryggerierna i orten fortfarande är verksamt.  Niedermendigs järnvägsstation uppfördes 1877 och kallas Kaiserbahnhof då den av kejsar Vihelm II användes vid besök till klostret Maria Laach och militärmanövrar i Eifel.
Niedermendig fick stadsrättigheter 1950 och slogs 1969 ihop med den intilliggande byn Obermendig till staden Mendig.

## Kultur och sevärdheter
I Mendigs centrum finns Lavadome, ett museum ägnat åt vulkanismen i området, där man även kan besöka en underjordisk basaltgruva.

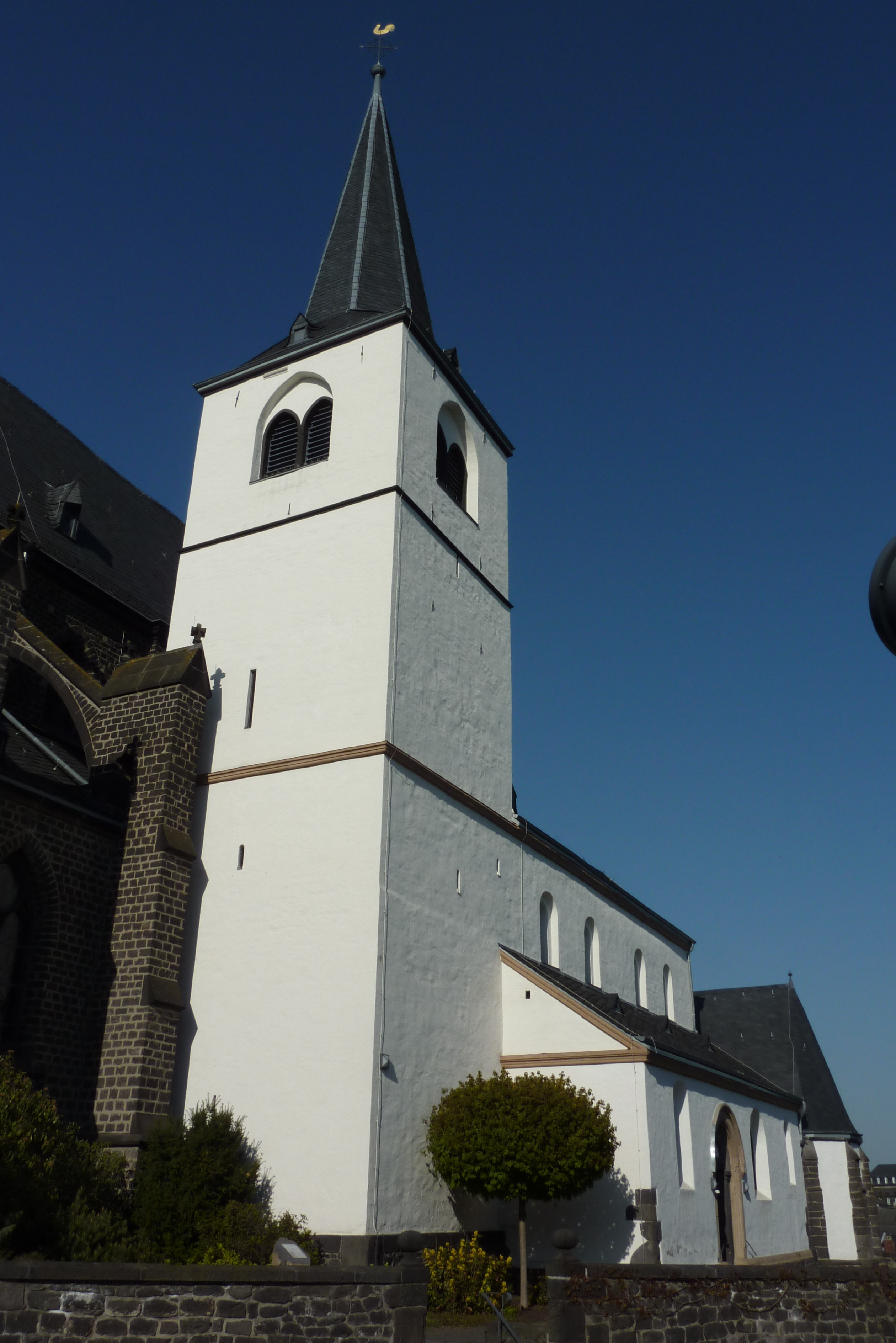
Sankt Cyriakus katolska kyrka
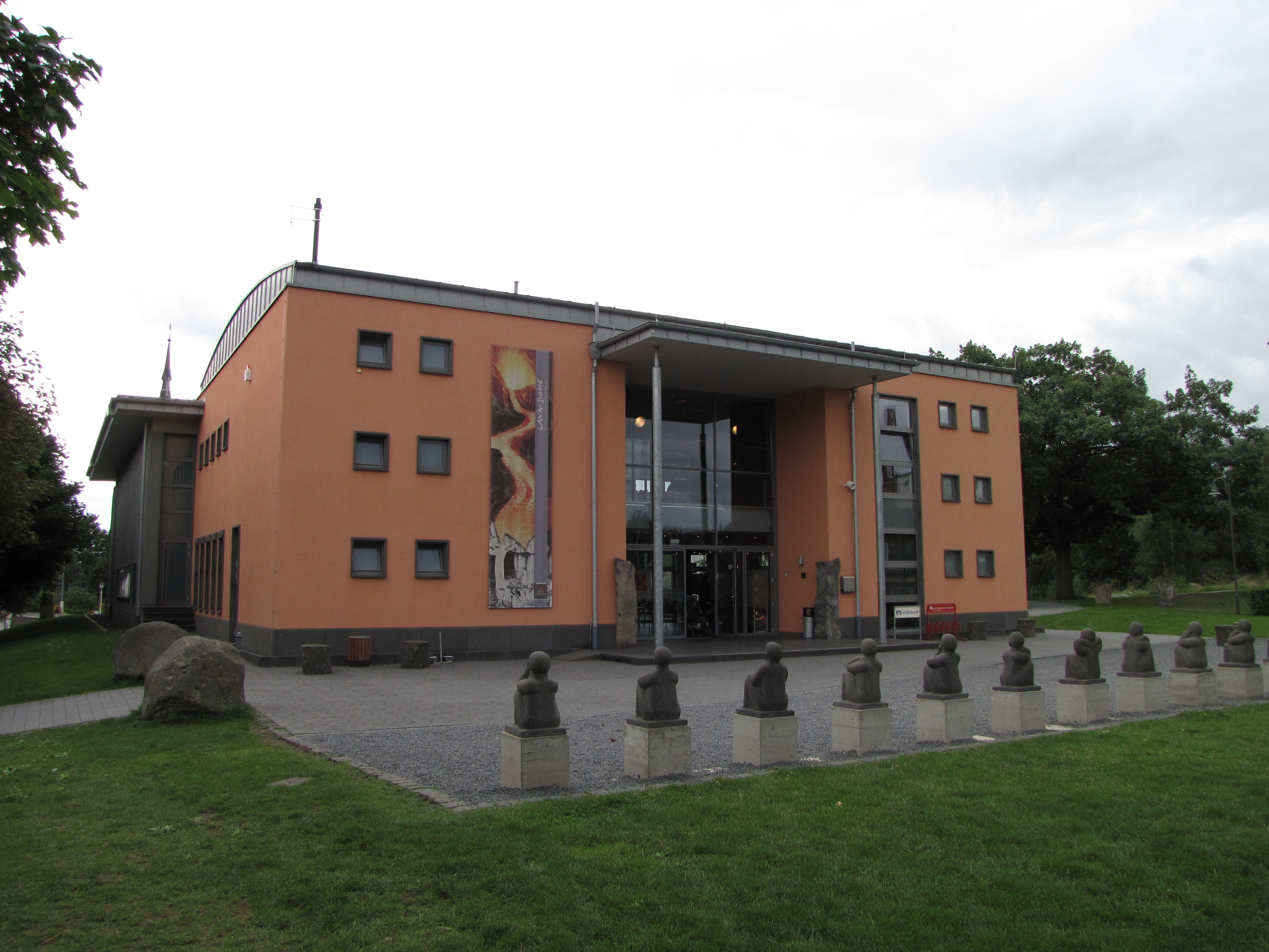
Vulkanmuseet Lava-Dome
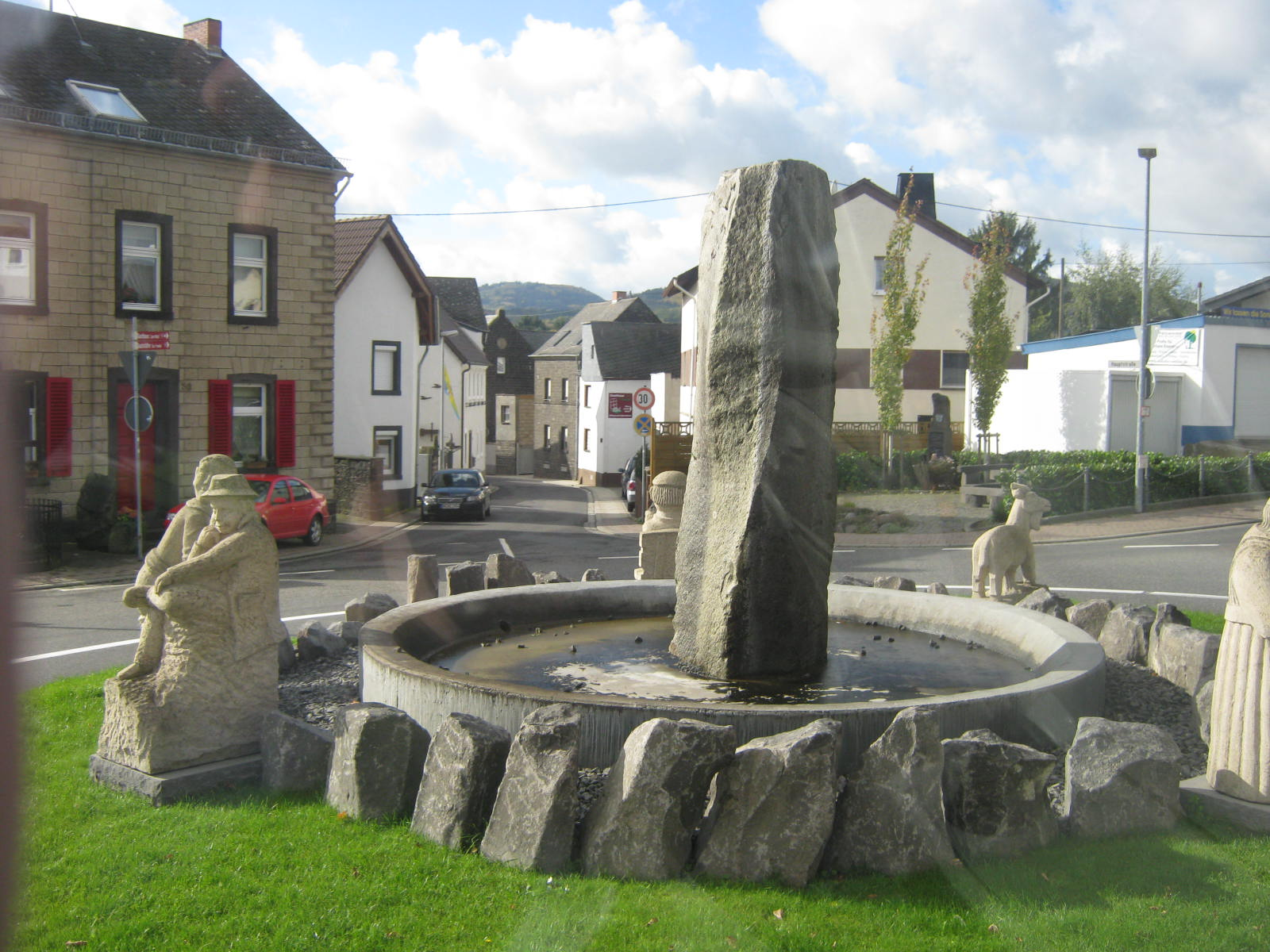
Torg i Mendigs centrum

## Kommunikationer
Orten har en järnvägsstation, belägen i stadsdelen Niedermendig, som trafikeras med lokaltåg i riktning mot Mayen och Andernach.
Motorvägen A 61 går genom staden med en avfart, Mendig, avfartsnummer 34, belägen norr om centrum.  Även de tyska förbundsvägarna B 256 och B 262 passerar genom staden.

## Kända Mendigbor
- Andrea Nahles (född 1970 i Mendig), socialdemokratisk politiker, SPD:s generalsekreterare.
- Rosemarie Nitribitt (1933-1957), prostituerad, känd som mordoffer i uppmärksammat rättsfall.